# Ian Mac-Niven
Ian Patricio Mac-Niven Carlsson (* 25. Oktober 1971 in Santiago) ist ein ehemaliger chilenischer Fußballspieler. Der Mittelfeldspieler bestritt zwei Länderspiele.

## Karriere

### Verein
Ian Mac-Niven debütierte 1991 beim CD Universidad Católica unter Vicente Cantatore. Mit den Cruzados gewann der offensive Mittelfeldspieler zwei Mal die Copa Chile. Bis 1996 blieb er beim Verein, wurde in dieser Zeit jedoch zwei Mal verliehen. 1993 lief er für Deportes Concepción auf, 1994 für Deportes Antofagasta. 1997 wechselte er zu Deportes Tolima, absolvierte in Kolumbien jedoch kein Spiel. Er brach seine Fußballkarriere ab, um erst Journalismus und anschließend an der Privatuniversität Universidad Europea in Madrid Sportmanagement zu studieren. Von 2017 bis 2021 war er als Manager der chilenischen Nationalmannschaft tätig.

### Nationalmannschaft
Ian Mac-Niven bestritt 1995 seine einzigen beiden Länderspiele in der chilenischen Nationalmannschaft unter Trainer Xabier Azkargorta. Der Mittelfeldspieler wurde im März beim Freundschaftsspiel gegen Mexiko in der 80. Spielminute für Iván Zamorano eingewechselt und spielte drei Wochen später beim Freundschaftsspiel gegen Peru die erste Spielhälfte.

## Erfolge
Universidad Católica
- Chilenischer Pokalsieger: 1991, 1995